# أرين شهر
أرين شهر (بالفارسية: آرین‌شهر) هي مدينة في محافظة خراسان الجنوبية في إيران. هذه المدينة هي مركز منطقة السادة التابعة لمقاطعة قائنات. يقدر عدد سكانها بـ 3,051 نسمة .